# バルバラ・モリ
バルバラ・モリ・オチョア（Bárbara Mori Ochoa, 1978年2月2日 - ）は、ウルグアイ出身でメキシコで活躍している女優、モデル。バーバラ・モリとも表記されている。

## 来歴
モリはウルグアイ東方共和国の首都であるモンテビデオで生まれる。父親が日系ウルグアイ人で、母親がバスク系メキシコ人のハーフという説もあるが、他の言語のウィキペディアではレバノン人と記載されている。なお彼女の祖父は日本からウルグアイに移住した日本人移民である。姉に同じく女優のケニヤ・モリと弟にシンガーのキンタロウ・モリがいる。父親と母親は彼女が3歳の時に離婚する。彼女は幼少期を主にウルグアイとメキシコを往復して過ごしていたが、最終的に12歳の頃にメキシコシティに落ち着くことになった。
ある日、14歳でウェイトレスとして働いていた彼女を、ファッションデザイナーであるマルコス・トレドがモデルにスカウトする。17歳の時に家を出て、いとこと一緒に住むことを決めて自立した。19歳になった年に、12歳年上で俳優のSergio Mayerに出会う。二人は交際を始め、やがて彼女は若くして妊娠し、1998年2月に子どもを出産する。しかし二人はその後も最後まで、正式に結婚することは無かった。
いつしか彼女は演技に興味を持ち、女優への道へ進む。メキシコのテレノベラで彼女は女優デビューを果たした。その後、コメディードラマ・シリーズ『Tric Trac』などに出演する。彼女は1998年にテレビドラマ・シリーズ『Mirada de Mujer』でTVyNovelas賞の最優秀新人女優部門を受賞する。
2000年に彼女は『Inspiración』で初の映画出演を果たす。その後はもっぱら多数のテレノベラ関係のテレビドラマ・シリーズに出演する。特にその中でも『Rubí』は世界的に大ヒットしたテレビドラマであり、これにより彼女は世界中で名が知られる。その『Rubí』で再びTVyNovelas賞を受賞した。
2005年には大ヒット映画『美しすぎる兄嫁』（en:La mujer de mi hermano）で禁断の愛を演じる。
2008年、彼女に転機が訪れる。インド・ボリウッド映画界からの熱烈なラブコールである。彼女はそれまで英語がまったくできなかったが、これを機に英語を習得する。2010年に世界中で公開された映画『カイト』で、インド・ボリウッド映画界史上初の全米トップ10入りを果たす快挙を成し遂げた。
彼女は若くして早期がんと診断されたが、現在では克服している。

## 出演作品

### 映画
- Inspiración (2000)
- Pretendiendo (2005)
- 美しすぎる兄嫁　La mujer de mi hermano (2005)
- ロボッツ (2005) (スペイン語版)
- Por siempre (2007)
- Cosas insignificantes (2008)
- Violanchelo (2009)
- カイト (2010)
- 1 a Minute (2010/2011)

### テレビ
- Al norte del corazón (1997)
- Mirada de mujer (1998)
- Azul Tequila (1998)
- Me muero por ti (1999)
- Amor es... querer con alevosía (2001)
- Súbete A Mi Moto (2002)
- Mirada de mujer: El regreso (2003)
- Amor descarado (2003)
- Rubí( 2004)

### コメディードラマ
- Tric Trac (1997)